# Megalopsalis minima
Espèce
Synonymes
- Spinicrus minimus Kauri, 1954

Megalopsalis minima est une espèce d'opilions eupnois de la famille des Neopilionidae.

## Distribution
Cette espèce est endémique d'Australie-Occidentale. Elle se rencontre au South West vers Gracetown et au Great Southern vers Denmark.

## Description
Les mâles mesurent 2,0 mm et les femelles de 3,6 à 3,8 mm.
Les mâles mesurent de 1,45 à 2,56 mm.

## Systématique et taxinomie
Cette espèce a été décrite sous le protonyme Spinicrus minimus par Kauri en 1954. Elle est placée dans le genre Megalopsalis par Taylor en 2013.

## Publication originale
- Kauri, 1954 : « Report from Professor T. Gislén's expedition to Australia in 1951–1952. 9. Harvest-spiders from S. W. Australia. » Lunds Universitets Årsskrift, vol. 50, p. 3–10.